# Mônica Buonfiglio
Mônica Buonfiglio é uma escritora brasileira.  Ela escreveu mais de 60 livros, que foram publicados no Brasil e no exterior.
Muitos dos livros de Buonfiglio foram best-sellers. Durante 1995 e 1996, ela vendeu seis milhões de cópias, mais livros do que qualquer outro autor no Brasil,  e teve pelo menos um livro na lista dos mais vendidos por 35 semanas consecutivas.  Os livros mais conhecidos de Buonfiglio são Anjos Cabalísticos e Almas Gêmeas, que também foram lançados nos Estados Unidos, Uruguai, Portugal, Venezuela, Argentina, Chile e Colômbia. Em 1996, três dos dez livros mais vendidos no Brasil, de acordo com a “Revista VEJA”, foram escritos por Buonfiglio.
Buonfiglio foi apresentadora do programa diário "Abracadabra" na Rede Bandeirantes de Televisão de 1989 a 1996. Em 1997, Buonfiglio foi convidada pela BBC em Londres para discutir seus livros com Michael Voss, correspondente da América Latina. Ela foi tema do “Especial sobre Mônica Buonfiglio” no programa da SBT Repórter - Sistema Brasileiro de Televisão, apresentado por Marília Gabriela em uma entrevista com Hermano Henning. Ela também apresentou o Quadro  “Proteção” na Rede CNT/Gazeta em 1997.
Em 1998, ela foi convidada do programa "Além", da rede SIC Televisão - Portugal, com a apresentadora Teresa Guilherme, sobre o tema Anjos. Em 1999, ela foi entrevistada na CBS Television Network - USA pela jornalista Leila Cordeiro sobre sua carreira e lançamentos editoriais no país.
Buonfiglio também realiza conferências sobre temas como Anjos, Almas Gêmeas Vida após a Morte, Kabbalah, Regressão de Memória, Numerologia, e outros tópicos espirituais. Em 2014, ela foi colunista do portal Terra, no canal “Esotérico”. Seus ensinamentos introdutórios sobre a Angelologia (estudo dos Anjos da Guarda) foram apresentados no Brasil, Portugal, Estados Unidos e Colômbia. Ela foi colunista da revista Destination em 1990, da Headline em 1996 e da Predicciones - Buenos Aires, Argentina, em 1997/1998.
Buonfiglio é membro do Equality Now - Nova York, um movimento mundial em defesa dos direitos das mulheres.

## Prêmios
Em 1996, Buonfiglio foi eleita por unanimidade como "a escritora mais destacada no Brasil" pelo Governo Suíço, que instalou uma placa comemorativa "Mônica Buonfiglio" na inauguração da Biblioteca da Casa Suíça, na cidade de Nova Friburgo/Rio de Janeiro.
Buonfiglio recebeu a "Medalha Profissional de Mérito" da Academia Brasileira de Arte e História Cultural em 1996. Ela foi listada entre os “100 Destaques da Década" em 1999 pela revista Marie Claire, por suas contribuições para melhorar a vida do povo brasileiro em geral e das mulheres em particular. Nesse ano, recebeu a homenagem de Honra ao Mérito da cidade de Curitiba, Paraná, por sua contribuição aos eventos culturais e filantrópicos no Brasil.
Buonfiglio também recebeu um Diploma de "Votos de Louvor" pela Câmara dos Vereadores cidade de Sorocaba, São Paulo, por seu trabalho cultural no programa Mônica Buonfiglio, exibido na TV Sorocaba - SBT, em 2002. Em 2003, Buonfiglio foi agraciada com o "Prêmio Vênus" no Dia Internacional da Mulher, pelo "Centro Integrado da Mulher" em Sorocaba, São Paulo.

## Pessoal
Buonfiglio tem um filho chamado Victor Buonfiglio.